# Castro de Laundos
O Castro de Laundos é um povoado castrejo do século II a.C. situado num morro com 200 metros de altitude na freguesia de Laundos, Póvoa de Varzim. Quase nada se sabe sobre a estrutura do povoado.
Apesar de ser no monte mais alto e ter uma vista panorâmica sobre toda a região, os solos pobres e o facto do cume ser pequeno não permitiu o desenvolvimento de um povoado significativo, tal como a Cividade de Terroso, que surgiu no Monte da Cividade. Hoje crê-se que o Castro de Laundos seja, na verdade, um posto avançado da Cividade de Terroso, visto que a partir da cividade era possível controlar as movimentações de tribos rivais por todos os lados excepto o norte, bloqueado pelo Monte de São Félix.
Em 1904, um pedreiro, enquanto construía um moinho no topo do Monte de São Félix, perto do Castro de Laundos, encontrou um púcaro com jóias dentro. Estas jóias foram compradas por Rocha Peixoto que as levou para o Museu do Porto. As jóias revelaram o uso de uma técnica evoluída, muito semelhante ao que era feito no Mediterrâneo, nomeadamente com o uso de placas e soldas, filigrana e granulados. Em 1980, a descoberta de uma cista funerária na Cividade de Terroso, e de um vaso inteiro acampanado e fragmentos de outro sem cobertura evidenciam violação. Este vaso era muito semelhante ao encontrado em Laundos, este último com um jóias no seu interior, o que supõe que estas jóias tinham contexto funerário.